# هياليه غاردنز
هياليه غاردنز (بالإنجليزية: Hialeah Gardens)‏ هي مدينة أمريكية تقع في ولاية فلوريدا. تبلغ مساحة هذه المدينة 6.5 (كم²)،ويبلغ عدد سكانها 19930 نسمة حسب إحصاء سنة 2010 م 19930.تشير إحصاءات سنة 2000م بأن الكثافة السكانية في هذه المدينة تقدر بـ(917.9) نسمة/كم2 